# Arrondissement Épinal
Das Arrondissement Épinal ist eine Verwaltungseinheit des französischen Départements Vosges in der Region Grand Est (bis Ende 2015 Lothringen). Präfektur ist Épinal.
Das Arrondissement besteht aus 140 Gemeinden.

## Gemeinden
| 1. Anglemont (88008)                      | 2. Arches (88011)                     | 3. Archettes (88012)              | 4. Autrey (88021)                       |
| 5. Aydoilles (88026)                      | 6. Badménil-aux-Bois (88027)          | 7. Basse-sur-le-Rupt (88037)      | 8. Bayecourt (88040)                    |
| 9. Bazien (88042)                         | 10. Bellefontaine (88048)             | 11. Brantigny (88073)             | 12. Brû (88077)                         |
| 13. Bult (88080)                          | 14. Bussang (88081)                   | 15. Chamagne (88084)              | 16. Chantraine (88087)                  |
| 17. Charmes (88090)                       | 18. Charmois-l’Orgueilleux (88092)    | 19. Châtel-sur-Moselle (88094)    | 20. Chaumousey (88098)                  |
| 21. Chavelot (88099)                      | 22. Cleurie (88109)                   | 23. Clézentaine (88110)           | 24. Cornimont (88116)                   |
| 25. Damas-aux-Bois (88121)                | 26. Darnieulles (88126)               | 27. Deinvillers (88127)           | 28. Deyvillers (88132)                  |
| 29. Dignonville (88133)                   | 30. Dinozé (88134)                    | 31. Dogneville (88136)            | 32. Domèvre-sur-Avière (88142)          |
| 33. Domèvre-sur-Durbion (88143)           | 34. Dommartin-lès-Remiremont (88148)  | 35. Dompierre (88152)             | 36. Domptail (88153)                    |
| 37. Doncières (88156)                     | 38. Dounoux (88157)                   | 39. Éloyes (88158)                | 40. Épinal (88160)                      |
| 41. Essegney (88163)                      | 42. Fauconcourt (88168)               | 43. Ferdrupt (88170)              | 44. Florémont (88173)                   |
| 45. Fomerey (88174)                       | 46. Fontenoy-le-Château (88176)       | 47. Fresse-sur-Moselle (88188)    | 48. Frizon (88190)                      |
| 49. Gerbamont (88197)                     | 50. Gigney (88200)                    | 51. Girancourt (88201)            | 52. Girmont-Val-d’Ajol (88205)          |
| 53. Golbey (88209)                        | 54. Gruey-lès-Surance (88221)         | 55. Hadigny-les-Verrières (88224) | 56. Hadol (88225)                       |
| 57. Haillainville (88228)                 | 58. Hardancourt (88230)               | 59. Hergugney (88239)             | 60. Housseras (88243)                   |
| 61. Igney (88247)                         | 62. Jarménil (88250)                  | 63. Jeanménil (88251)             | 64. Jeuxey (88253)                      |
| 65. La Baffe (88028)                      | 66. La Bresse (88075)                 | 67. La Chapelle-aux-Bois (88088)  | 68. La Forge (88177)                    |
| 69. La Haye (88236)                       | 70. La Vôge-les-Bains (88029)         | 71. Langley (88260)               | 72. Le Clerjus (88108)                  |
| 73. Le Ménil (88302)                      | 74. Le Syndicat (88462)               | 75. Le Thillot (88468)            | 76. Les Forges (88178)                  |
| 77. Les Voivres (88520)                   | 78. Le Val-d’Ajol (88487)             | 79. Longchamp (88273)             | 80. Mazeley (88294)                     |
| 81. Ménarmont (88298)                     | 82. Ménil-sur-Belvitte (88301)        | 83. Montmotier (88311)            | 84. Moriville (88313)                   |
| 85. Moyemont (88318)                      | 86. Nomexy (88327)                    | 87. Nossoncourt (88333)           | 88. Ortoncourt (88338)                  |
| 89. Padoux (88340)                        | 90. Pallegney (88342)                 | 91. Plombières-les-Bains (88351)  | 92. Portieux (88355)                    |
| 93. Pouxeux (88358)                       | 94. Rambervillers (88367)             | 95. Ramonchamp (88369)            | 96. Raon-aux-Bois (88371)               |
| 97. Rehaincourt (88379)                   | 98. Remiremont (88383)                | 99. Renauvoid (88388)             | 100. Rochesson (88391)                  |
| 101. Romont (88395)                       | 102. Roville-aux-Chênes (88402)       | 103. Rugney (88406)               | 104. Rupt-sur-Moselle (88408)           |
| 105. Saint-Amé (88409)                    | 106. Saint-Benoît-la-Chipotte (88412) | 107. Sainte-Barbe (88410)         | 108. Sainte-Hélène (88418)              |
| 109. Saint-Étienne-lès-Remiremont (88415) | 110. Saint-Genest (88416)             | 111. Saint-Gorgon (88417)         | 112. Saint-Maurice-sur-Mortagne (88425) |
| 113. Saint-Maurice-sur-Moselle (88426)    | 114. Saint-Nabord (88429)             | 115. Saint-Pierremont (88432)     | 116. Sanchey (88439)                    |
| 117. Sapois (88442)                       | 118. Saulxures-sur-Moselotte (88447)  | 119. Savigny (88449)              | 120. Sercœur (88454)                    |
| 121. Socourt (88458)                      | 122. Tendon (88464)                   | 123. Thaon-les-Vosges (88465)     | 124. Thiéfosse (88467)                  |
| 125. Trémonzey (88479)                    | 126. Ubexy (88480)                    | 127. Uriménil (88481)             | 128. Uxegney (88483)                    |
| 129. Uzemain (88484)                      | 130. Vagney (88486)                   | 131. Vaudéville (88495)           | 132. Vaxoncourt (88497)                 |
| 133. Vecoux (88498)                       | 134. Ventron (88500)                  | 135. Villoncourt (88509)          | 136. Vincey (88513)                     |
| 137. Vomécourt (88521)                    | 138. Xaffévillers (88527)             | 139. Xertigny (88530)             | 140. Zincourt (88532)                   |

## Ehemalige Gemeinden seit der landesweiten Neuordnung der Kantone
bis 2016:
Bains-les-Bains, Harsault, Hautmougey
bis 2015:
Girmont, Oncourt, Thaon-les-Vosges

## Neuordnung der Arrondissements 2019

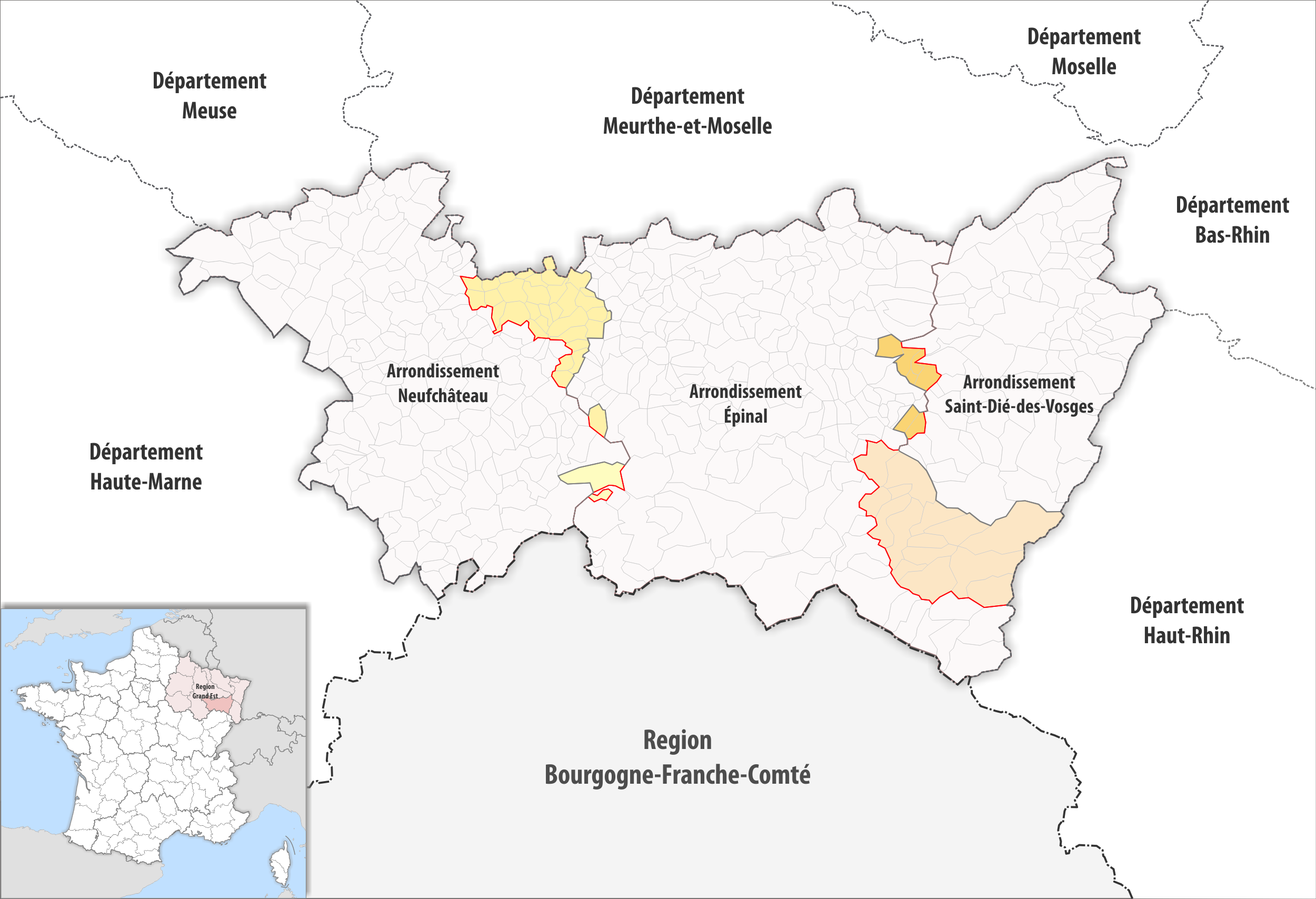
Arrondissements-anpassungen im Jahr 2019

Der Erlass des Präfekten der Region Grand Est vom 24. Oktober 2018 legte mit Wirkung zum 1. Januar 2019 eine Neuordnung des Zuschnitts der Arrondissements des Départements Vosges fest.
Durch die Neuordnung der Arrondissements im Jahr 2019 wurde die Fläche der 32 Gemeinden Ambacourt, Baudricourt, Biécourt, Blémerey, Boulaincourt, Chauffecourt, Chef-Haut, Dombasle-en-Xaintois, Domvallier, Frenelle-la-Grande, Frenelle-la-Petite, Hymont, Juvaincourt, Madecourt, Mattaincourt, Mazirot, Mirecourt, Oëlleville, Pierrefitte, Poussay, Puzieux, Ramecourt, Rancourt, Remicourt, Repel, Rouvres-en-Xaintois, Saint-Prancher, Thiraucourt, Totainville, Valleroy-aux-Saules, Villers und Vroville aus dem Arrondissement Neufchâteau sowie die Fläche der 7 Gemeinden Belmont-sur-Buttant, Brouvelieures, Domfaing, Fremifontaine, Herpelmont, Jussarupt und Vervezelle aus dem Arrondissement Saint-Dié-des-Vosges dem Arrondissement Épinal zugewiesen.
Dafür wechselten aus dem Arrondissement Épinal die Fläche der 15 Gemeinden Basse-sur-le-Rupt, Cornimont, Cleurie, Gerbamont, La Bresse, La Forge, Le Syndicat, Le Tholy, Rochesson, Sapois, Saulxures-sur-Moselotte, Tendon, Thiéfosse, Vagney und Ventron zum Arrondissement Saint-Dié-des-Vosges und die Fläche der zwei Gemeinden Grandrupt-de-Bains und Vioménil zum Arrondissement Neufchâteau.

## Neuordnung der Arrondissements 2024
Der Erlass der Präfektin der Region Grand Est vom 15. September 2023 legte mit Wirkung zum 1. Januar 2024 eine Neuordnung des Zuschnitts der Arrondissements des Départements Vosges fest.
- Folgende 76 Gemeinden wechselten vom Arrondissement Épinal zum Arrondissement Neufchâteau: Ahéville, Ambacourt, Avillers, Avrainville, Bainville-aux-Saules, Battexey, Baudricourt, Bazegney, Begnécourt, Bettegney-Saint-Brice, Bettoncourt, Biécourt, Blémerey, Bocquegney, Boulaincourt, Bouxières-aux-Bois, Bouxurulles, Bouzemont, Chauffecourt, Chef-Haut, Circourt, Damas-et-Bettegney, Derbamont, Dombasle-en-Xaintois, Dommartin-aux-Bois, Dompaire, Domvallier, Évaux-et-Ménil, Frenelle-la-Grande, Frenelle-la-Petite, Gelvécourt-et-Adompt, Gircourt-lès-Viéville, Gorhey, Gugney-aux-Aulx, Hagécourt, Harol, Hennecourt, Hymont, Jorxey, Juvaincourt, Les Ableuvenettes, Légéville-et-Bonfays, Madecourt, Madegney, Madonne-et-Lamerey, Marainville-sur-Madon, Maroncourt, Mattaincourt, Mazirot, Mirecourt, Oëlleville, Pierrefitte, Pont-sur-Madon, Poussay, Puzieux, Racécourt, Ramecourt, Rancourt, Rapey, Regney, Remicourt, Repel, Rouvres-en-Xaintois, Saint-Prancher, Saint-Vallier, Thiraucourt, Totainville, Valleroy-aux-Saules, Varmonzey, Vaubexy, Velotte-et-Tatignécourt, Villers, Ville-sur-Illon, Vomécourt-sur-Madon, Vroville, Xaronval
- Folgende 34 Gemeinden wechselten vom Arrondissement Épinal zum Arrondissement Saint-Dié-des-Vosges: Beauménil, Belmont-sur-Buttant, Brouvelieures, Bruyères, Champ-le-Duc, Charmois-devant-Bruyères, Cheniménil, Destord, Deycimont, Docelles, Domfaing, Faucompierre, Fays, Fiménil, Fontenay, Fremifontaine, Girecourt-sur-Durbion, Grandvillers, Gugnécourt, Herpelmont, Jussarupt, La Neuveville-devant-Lépanges, Laval-sur-Vologne, Laveline-devant-Bruyères, Laveline-du-Houx, Le Roulier, Lépanges-sur-Vologne, Méménil, Nonzeville, Pierrepont-sur-l’Arentèle, Prey, Vervezelle, Viménil, Xamontarupt
- Folgende 14 Gemeinden wechselten vom Arrondissement Saint-Dié-des-Vosges zum Arrondissement Épinal: Basse-sur-le-Rupt, Cleurie, Cornimont, Gerbamont, La Bresse, La Forge, Le Syndicat, Rochesson, Sapois, Saulxures-sur-Moselotte, Tendon, Thiéfosse, Vagney, Ventron